# Nigella

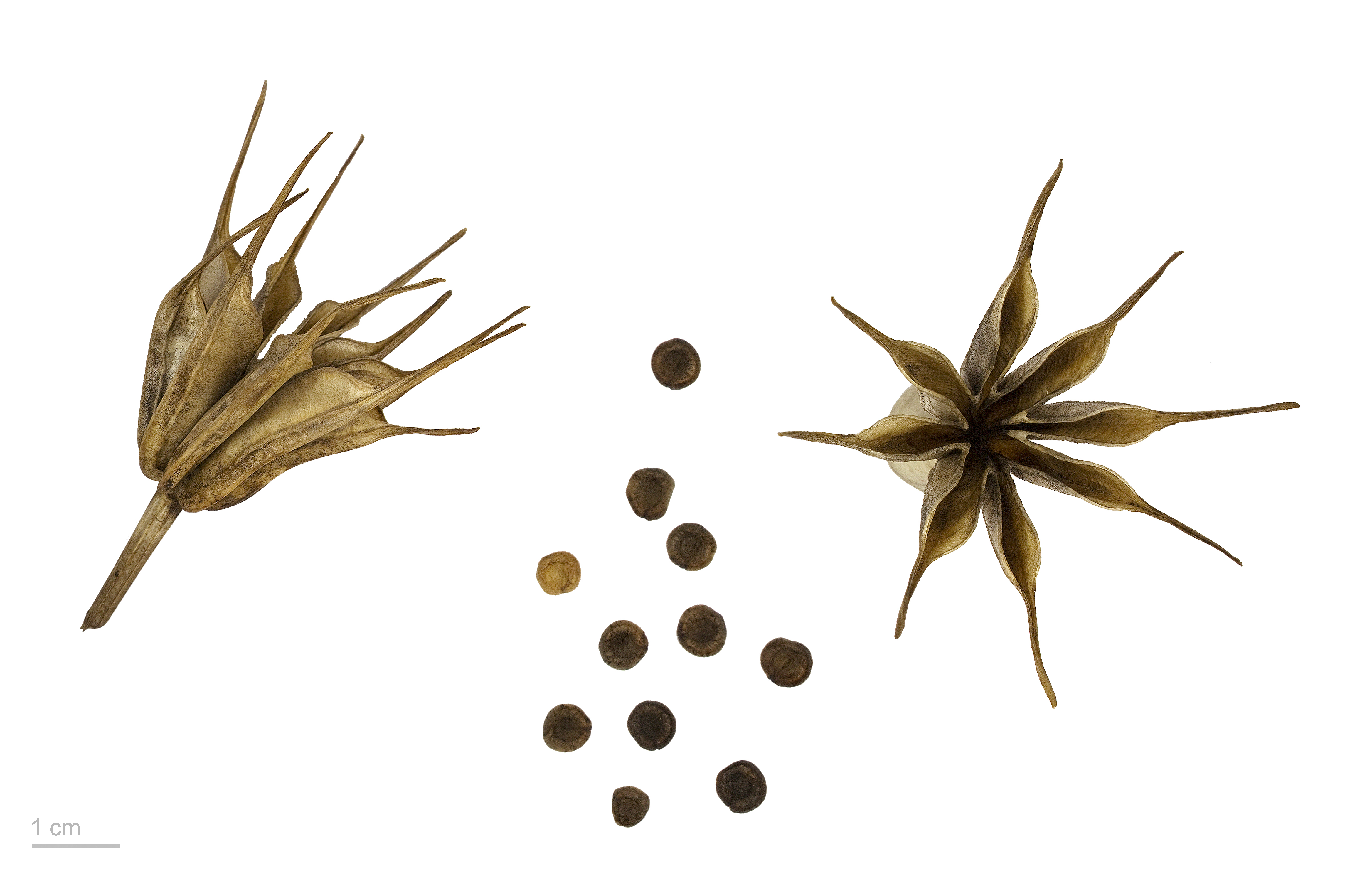
Nigella orientalis - MHNT

Nigella (nigela, nielo) é um gênero botânico da família Ranunculaceae.

## Espécies
- Nigella arvensis
- Nigella ciliaris
- Nigella damascena
- Nigella hispanica
- Nigella integrifolia
- Nigella nigellastrum
- Nigella orientalis
- Nigella sativa
- Lista completa

## Classificação do gênero
| Sistema | Classificação                       | Referência               |
| ------- | ----------------------------------- | ------------------------ |
| Linné   | Classe Polyandria, ordem Pentagynia | Species plantarum (1753) |